# Neuaufnahmen in das UNESCO-Kultur- und -Naturerbe 2021
Im Jahr 2021 fanden die im Folgenden in chronologischer Reihenfolge aufgeführten Neuaufnahmen in das UNESCO-Kultur- und -Naturerbe statt. Zusätzlich zu den Neuaufnahmen sind auch Änderungen und Streichungen aufgeführt.

## Welterbestätten

### Welterbeliste
Für die 44. Sitzung des Welterbekomitees vom 16. bis zum 31. Juli 2021 in Fuzhou in China waren 36 Stätten zur Neuaufnahme in das UNESCO-Welterbe nominiert, darunter 31 Kulturstätten und fünf Naturstätten. Von diesen wurden während der Sitzung 34 Stätten neu in die Welterbeliste aufgenommen, darunter 29 Kulturerbestätten (K) und fünf Naturerbestätten (N).
Folgende Stätten wurden neu in die Welterbeliste aufgenommen:
| Vertragsstaat(en)                                                                                        | Bezeichnung                                                                                 | Typ | Ref. | Anmerkungen |
| --- | ------------------------------------------------------------------------------------------- | --- | ---- | --- |
| Brasilien                                                                                                | Roberto-Burle-Marx-Stätte (Lage)                                                            | K   | 1620 | Landschaftsgärten und Gebäude des Künstlers Roberto Burle Marx (1909–1994) im gebirgigen Westen von Rio de Janeiro |
| Chile | Siedlungen und künstliche Mumifizierung der Chinchorro-Kultur in Arica y Parinacota (Lage)  | K   | 1634 | Überreste von Siedlungen und Friedhöfen der Chinchorro |
| Volksrepublik China                                                                                      | Quanzhou: Markt- und Handelsplatz der Song-Yuan-Dynastie (Lage)                             | K   | 1561 | Die Stadt Quanzhou an der Mündung des Jin Jiang in die Taiwanstraße florierte als Seehandelsplatz während der Song- und Yuan-Dynastie vom 10. bis 14. Jahrhundert. |
| Deutschland                                                                                              | Mathildenhöhe Darmstadt (Lage)                                                              | K   | 1614 | Die Darmstädter Künstlerkolonie auf der Mathildenhöhe wurde 1897 von Ernst Ludwig, dem letzten Großherzog von Hessen, gegründet. Die Künstler der Kolononie schufen experimentelle Wohn- und Arbeitsräume der frühen Moderne. |
| Deutschland                                                                                              | SchUM-Stätten Speyer, Worms und Mainz (Lage)                                                | K   | 1636 | Judenhof Speyer, Wormser Synagogenbezirk und die alten jüdischen Friedhöfe in Worms (Heiliger Sand) und Mainz (Judensand) |
| Elfenbeinküste                                                                                           | Moscheen im sudanesischen Stil im Norden der Elfenbeinküste (Lage)                          | K   | 1648 | Acht Lehmmoscheen in Tengréla, Kouto, Sorobango, Samatiguila, M’Bengué, Kong und Kaouaraé |
| Frankreich                                                                                               | Leuchtturm von Cordouan (Lage)                                                              | K   | 1625 | Der Leuchtturm von Cordouan an der Atlantikküste ist seit 1611 in Betrieb und damit der dienstälteste Leuchtturm Frankreichs. Er wurde von Louis de Foix entworfen und von Joseph Teulère Ende des 18. Jahrhunderts umgebaut. Die architektonischen Formen wie Pilaster, Säulen, Modillonen und Wasserspeier sind von antiken Vorbildern, dem Manierismus und der Architektursprache der französischen Ingenieurschule École des Ponts et Chaussées inspiriert. |
| Frankreich                                                                                               | Nizza, Winterkurort der Riviera (Lage)                                                      | K   | 1635 | Die Stadt Nizza, am Mittelmeer und dem Fuße der Alpen gelegen, diente ab Mitte des 18. Jahrhunderts für immer mehr aristokratische und großbürgerliche Familien, vor allem aus England, als bevorzugter Winterkurort. |
| Gabun | Ivindo-Nationalpark (Lage)                                                                  | N   | 1653 | Das am Äquator gelegene 300.000 ha große Gebiet wird von einem Netz malerischer Schwarzwasserflüsse durchzogen. Stromschnellen und Wasserfälle bilden zusammen mit intaktem Regenwald eine Landschaft von hohem ästhetischem Wert. Zur Tierwelt gehören u. a. die vom Aussterben bedrohten Westafrikanischen Panzerkrokodile, Waldelefanten und Westlichen Flachlandgorillas. |
| Georgien                                                                                                 | Kolchische Regenwälder und Feuchtgebiete (Lage)                                             | N   | 1616 | Die Naturerbestätte besteht aus sieben Wald- und Moorgebieten, die sich entlang der Ostküste des Schwarzen Meeres erstrecken. Die extrem feuchten Laubwälder beherbergen eine äußerst vielfältige Flora und Fauna mit einer sehr hohen Dichte an endemisch-relikten Arten sowie einer beträchtlichen Anzahl weltweit bedrohter Reliktarten, die die Gletscherzyklen des Tertiärs überlebt haben. |
| Indien                                                                                                   | Dholavira: Eine Stadt der Harappa-Kultur (Lage)                                             | K   | 1645 | |
| Indien                                                                                                   | Tempel von Kakatiya Rudreshwara (Ramappa), Telangana (Lage)                                 | K   | 1570 | |
| Iran | Kulturlandschaft Hawraman/Uramanat (Lage)                                                   | K   | 1647 | Die abgelegene und gebirgige Landschaft von Hawraman/Uramanat zeugt von der traditionellen Kultur der Hawrami, eines kurdischen Bauernvolkes, das die Region seit etwa 3000 v. Chr. bewohnt. |
| Iran | Transiranische Eisenbahn (Lage)                                                             | K   | 1585 | |
| Italien                                                                                                  | Arkadengänge von Bologna (Lage)                                                             | K   | 1650 | Die für das Welterbe ausgewählten Arkadengänge in Bologna erstrecken sich auf einer Länge von 62 km. |
| Italien                                                                                                  | Paduas Freskenzyklen aus dem 14. Jahrhundert (Lage)                                         | K   | 1623 | Die Freskenzyklen befinden sich in der Altstadt Paduas in den Gebäudekomplexen der Cappella degli Scrovegni, der Chiesa degli Eremitani, dem Palazzo della Ragione, dem Palazzo Papafava dei Carraresi, dem Baptisterium sowie der angrenzenden Piazze, der Basilica di Sant’Antonio und dem Oratorio di San Michele. |
| Japan | Die Inseln Amami-Oshima, Tokunoshima, Iriomote und nördlicher Teil der Insel Okinawa (Lage) | N   | 1574 | Die Naturerbestätte besteht aus den Teilgebieten Amami-Oshima, Tokunoshima, Iriomote und dem nördlichen Teil der Insel Okinawa |
| Japan | Prähistorische Stätten der Jomon in Nordjapan (Lage)                                        | K   | 1632 | 17 archäologische Fundstätten der Jomon-Kultur im Süden der Insel Hokkaido und im Norden der Region Tōhoku |
| Jordanien                                                                                                | As-Salt – Ort der Toleranz und der urbanen Gastfreundschaft (Lage)                          | K   | 689  | |
| Peru | Archäoastronomischer Komplex von Chanquillo (Lage)                                          | K   | 1624 | |
| Rumänien                                                                                                 | Bergbaulandschaft Roșia Montană (Lage)                                                      | K   | 1552 | Wurde zugleich in die Rote Liste des gefährdeten Welterbes aufgenommen. |
| Russland                                                                                                 | Felsbilder am Onegasee und am Weißen Meer (Lage)                                            | K   | 1654 | Am Onegasee und am Weißen Meer schufen Menschen der Kammkeramischen Kultur während der Jungsteinzeit insgesamt 4.500 Felsbilder an 33 unterschiedlichen Orten. |
| Saudi-Arabien                                                                                            | Kulturraum von Ḥimā (Lage)                                                                  | K   | 1619 | Zollstation an einer alten Karawanenroute mit bis zu 7.000 Jahre alten Felsbildern. |
| Slowenien                                                                                                | Das Werk von Jože Plečnik in Ljubljana – am Menschen orientierte Stadtgestaltung (Lage)     | K   | 1643 | Von Jože Plečnik gestaltete Bauwerke im Stadtzentrum von Ljubljana |
| Spanien                                                                                                  | Paseo del Prado und Buen Retiro, Landschaft der Künste und der Wissenschaften (Lage)        | K   | 1618 | |
| Südkorea                                                                                                 | Getbol, die koreanischen Wattflächen (Lage)                                                 | N   | 1591 | eines der größten Wattenmeere der Welt |
| Thailand                                                                                                 | Waldkomplex Kaeng Krachan (Lage)                                                            | N   | 1461 | Das Gebiet befindet sich auf der thailändischen Seite des Tenasserim-Gebirges, wo die Tier- und Pflanzenwelten des Himalaya, Indochinas und Sumatras aufeinandertreffen. |
| Türkei                                                                                                   | Arslan Tepe (Lage)                                                                          | K   | 1622 | |
| Uruguay                                                                                                  | Die Ingenieurbaukunst von Eladio Dieste: Kirche von Atlántida (Lage)                        | K   | 1612 | |
| Vereinigtes Königreich                                                                                   | Schieferlandschaft von Nordwestwales (Lage)                                                 | K   | 1633 | |
| transnational: Belgien, Niederlande                                                                      | Kolonien der Barmherzigkeit (Lage)                                                          | K   | 1555 | Dazu gehören die vier Siedlungen Frederiksoord, Wilhelminaoord, Wortel und Veenhuizen. |
| transnational: Deutschland, Niederlande                                                                  | Grenzen des Römischen Reichs – Niedergermanischer Limes (Lage)                              | K   | 1631 | |
| transnational: Deutschland, Österreich, Slowakei                                                         | Grenzen des Römischen Reichs – Donaulimes (westliches Segment) (Lage)                       | K   | 1608 | Der Donaulimes erstreckte sich fast 1000 km entlang der Donau von Bad Gögging in Deutschland durch Österreich und die Slowakei bis nach Kölked in Ungarn und bildete die mitteleuropäische Grenze des Römischen Reiches gegen die „Barbaren“. Die militärischen Einrichtungen an sorgfältig ausgewählten Standorten bestanden aus Befestigungen von Legionslagern und Hilfskastellen mit den dazugehörigen zivilen Bauten, die in unregelmäßigen Abständen entsprechend der regionalen Topographie angelegt wurden. Später dienten sie als Keimzellen für die heutigen Dörfer und Städte, wo ihre Überreste manchmal noch erhalten sind. |
| transnational: Belgien, Deutschland, Frankreich, Italien, Österreich, Tschechien, Vereinigtes Königreich | Bedeutende Kurstädte Europas (Lage)                                                         | K   | 1613 | Ausgewählt wurden die Kurstädte Spa (Belgien), Bad Ems, Baden-Baden und Bad Kissingen (Deutschland), Vichy (Frankreich), Montecatini Terme (Italien), Baden bei Wien (Österreich), Karlsbad, Franzensbad und Marienbad (Tschechien) sowie Bath (Vereinigtes Königreich). |

Folgende bestehende Welterbestätten wurden erweitert:
| Vertragsstaat(en) | Bezeichnung                                                                    | Typ | Ref. | Anmerkungen |
| --- | ------------------------------------------------------------------------------ | --- | ---- | --- |
| Mexiko | Früheste Klöster des 16. Jh. an den Hängen des Popocatepetl                    | K   | 702  | Zu den 14 bestehenden Klöstern wurde das Kloster und die Kathedrale von Tlaxcala hinzugefügt. |
| Niederlande | Holländische Wasserverteidigungslinien                                         | K   | 759  | Erweiterung der bestehenden Welterbestätte Festungsgürtel von Amsterdam um die Neue Niederländische Wasserlinie. Das gesamte Verteidigungssystem besteht nun aus 96 Forts, Deichen, Schleusen, Pumpstationen, Kanälen und Flutpoldern. |
| transnational: Albanien, Belgien, Bosnien und Herzegowina, Bulgarien, Deutschland, Frankreich, Italien, Kroatien, Nordmazedonien, Österreich, Polen, Rumänien, Schweiz, Slowakei, Slowenien, Spanien, Tschechien, Ukraine | Buchenurwälder und Alte Buchenwälder der Karpaten und anderer Regionen Europas | N   | 1133 | Erweiterung der Welterbestätte um Gebiete in Bosnien und Herzegowina, Frankreich, Italien, Montenegro, Nordmazedonien, Polen, Schweiz, Serbien, Slowakei und Tschechien. Die Welterbestätte umfasst nun 94 Teilgebiete in 18 Ländern.  |

Folgende Nominierungen wurden nicht in die Welterbeliste aufgenommen:
- Hirschsteinmonumente und zugehörige Stätten, das Herz einer bronzezeitlichen Kultur (K, Mongolei)
- Danziger Werft – Geburtsstätte der „Solidarność“ und Symbol für den Fall des Eisernen Vorhangs in Europa (K, Polen)

Folgenden Stätten wurde der Welterbestatus entzogen:
- Historische Hafenstadt Liverpool (K, Vereinigtes Königreich)

### Liste des gefährdeten Welterbes
Zur Aufnahme in die Liste des gefährdeten Welterbes („Rote Liste“) waren acht Stätten vorgeschlagen worden, zur Streichung zwei. Nur eine der vorgeschlagenen Stätten wurde dann tatsächlich auf die Rote Liste gesetzt und eine gestrichen, inklusive der gefährdeten Stätte, die ihren Welterbestatus verlor.
In die Rote Liste aufgenommen wurde:
- Bergbaulandschaft Roșia Montană (K, Rumänien)

Von der Roten Liste gestrichen wurden:
- Historische Hafenstadt Liverpool (K, Vereinigtes Königreich), verlor zugleich Welterbestatus
- Nationalpark Salonga (N, Demokratische Republik Kongo)